# Bycanistes
A Bycanistes a madarak osztályába, a  szarvascsőrűmadár-alakúak (Bucerotiformes) rendjébe és a szarvascsőrűmadár-félék (Bucerotidae) családjába tartozó nem.

## Rendszerezésük
A nemet Jean Cabanis és Ferdinand Heine írták le 1860-ban, az alábbi fajok tartoznak ide:
- ezüstös orrszarvúmadár (Bycanistes brevis)
- szürkeképű szarvascsőrű (Bycanistes subcylindricus)
- barnaarcú szarvascsőrű (Bycanistes cylindricus)
- Bycanistes albotibialis[1]  vagy Bycanistes cylindricus albotibialis[2]
- Bycanistes fistulator
- trombitás szarvascsőrű (Bycanistes bucinator)

## Előfordulásuk
Afrikában, Szahara alatti részeken honosak. Természetes élőhelyei a szubtrópusi és trópusi esőerdők, erdők, szavannák és cserjések, valamint ültetvények és másodlagos erdők. Állandó, nem vonuló fajok.

## Megjelenésük
Testhosszuk 45-77 centiméter körüli.